# Loza
Loza – miejscowość i gmina (obec) w Czechach, w kraju pilzneńskim, w powiecie Pilzno Północ. W 2022 roku liczyła 265 mieszkańców.